# NGC 2366
NGC 2366 é uma galáxia irregular (IBm) localizada na direcção da constelação de Camelopardalis. Possui uma declinação de +69° 12' 58" e uma ascensão recta de 7 horas, 28 minutos e 54,8 segundos.
A galáxia NGC 2366 foi descoberta em 3 de Dezembro de 1788 por William Herschel.